# Vouxey
Vouxey is een gemeente in het Franse departement Vosges (regio Grand Est) en telt 162 inwoners (2005). De plaats maakt deel uit van het arrondissement Neufchâteau.

## Geografie
De oppervlakte van Vouxey bedraagt 22,3 km², de bevolkingsdichtheid is 7,3 inwoners per km².
De onderstaande kaart toont de ligging van Vouxey met de belangrijkste infrastructuur en aangrenzende gemeenten.

## Demografie
Onderstaande figuur toont het verloop van het inwonertal (bron: INSEE-tellingen).